# Праліс ясена звичайного (заповідне урочище)
Пра́ліс я́сена звича́йного — заповідне урочище в Україні. Розташоване в межах Глибоцького району Чернівецької області, на північний схід від села Турятка. 
Площа 5,7 га. Статус присвоєно згідно з рішенням облвиконкому від30.05.1979 року № 198. Перебуває у віданні ДП «Чернівецький лісгосп» (Турятське лісництво, кв. 1, вид. 3). 
Статус присвоєно для збереження частини лісового масиву з цінним рідкісним пралісом ясена звичайного віком 180—330 років.